# Агеда (район)
Агеда (порт. Águeda) — район (фрегезия) в Португалии, входит в округ Авейру. Является составной частью муниципалитета Агеда. Находится в составе крупной городской агломерации Большое Авейру. По старому административному делению входил в провинцию Бейра-Литорал. Входит в экономико-статистический субрегион Байшу-Воуга, который входит в Центральный регион. Население составляет 11 357 человек. Занимает площадь 27,61 км².